# کومانو هونگو تایشا
کومانو هونگو تایشا (به ژاپنی: 熊野本宮大社 Kumano Hongū Taisha) یک معبد شینتویی است که در تانابه، واکایاما، استان واکایاما، ژاپن واقع شده است.